# Ptychoglene rubromarginata
Ptychoglene rubromarginata är en fjärilsart som beskrevs av Druce 1885. Ptychoglene rubromarginata ingår i släktet Ptychoglene och familjen björnspinnare. Inga underarter finns listade.